# فرغانة

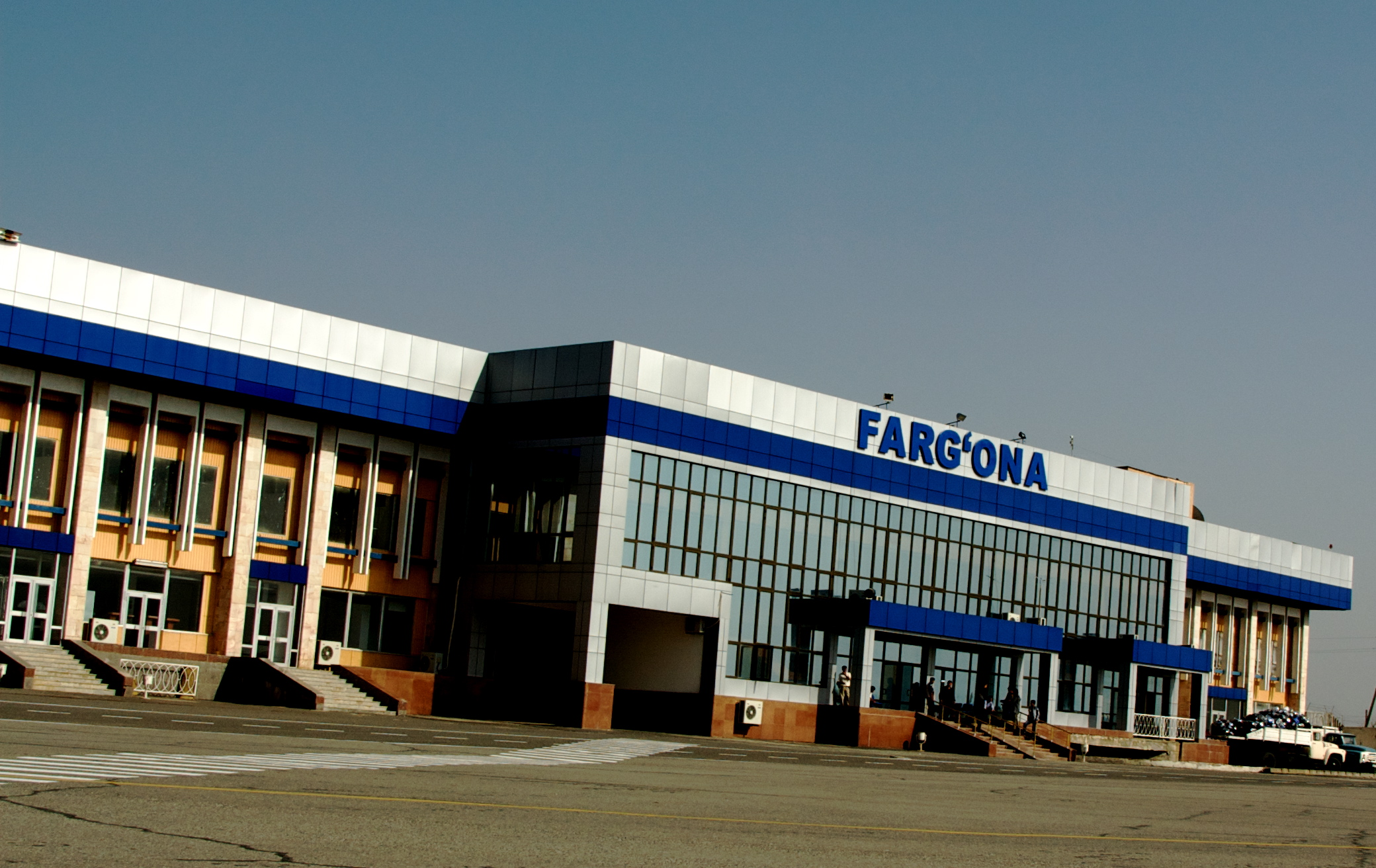
مطار فرغانة

فرغانة (بالأوزبكية:Farg‘ona) مدينة أوزبكية تبعد 420 كم شرق العاصمة الأوزبكية طشقند. فرغانة هي مركز ولاية فرغانة الواقعة في شرق أوزبكستان، يبلغ عدد سكان فرغانة 214,000 نسمة. ولدت جلنار كريموفا في فرغانة.
و قد ذكر السيوطي في كتابه تاريخ الخلفاء أن المسلمين سيطروا على فرغانة في زمن الوليد بن عبد الملك سنة 94 هجرية.

## المناخ
يظهر الجدول التالي التغييرات المناخية على مدار السنة لفرغانة:
| البيانات المناخية لـفرغانة | البيانات المناخية لـفرغانة | البيانات المناخية لـفرغانة | البيانات المناخية لـفرغانة | البيانات المناخية لـفرغانة | البيانات المناخية لـفرغانة | البيانات المناخية لـفرغانة | البيانات المناخية لـفرغانة | البيانات المناخية لـفرغانة | البيانات المناخية لـفرغانة | البيانات المناخية لـفرغانة | البيانات المناخية لـفرغانة | البيانات المناخية لـفرغانة | البيانات المناخية لـفرغانة |
| الشهر | يناير                      | فبراير                     | مارس                       | أبريل                      | مايو                       | يونيو                      | يوليو                      | أغسطس                      | سبتمبر                     | أكتوبر                     | نوفمبر                     | ديسمبر                     | المعدل السنوي              |
| --- | -------------------------- | -------------------------- | -------------------------- | -------------------------- | -------------------------- | -------------------------- | -------------------------- | -------------------------- | -------------------------- | -------------------------- | -------------------------- | -------------------------- | -------------------------- |
| الدرجة القصوى °م (°ف) | 16.3 (61.3)                | 23.1 (73.6)                | 29.0 (84.2)                | 34.4 (93.9)                | 39.2 (102.6)               | 41.3 (106.3)               | 42.2 (108.0)               | 41.4 (106.5)               | 37.1 (98.8)                | 32.6 (90.7)                | 29.0 (84.2)                | 17.6 (63.7)                | 42.2 (108.0)               |
| متوسط درجة الحرارة الكبرى °م (°ف) | 4.6 (40.3)                 | 7.6 (45.7)                 | 14.7 (58.5)                | 22.3 (72.1)                | 27.6 (81.7)                | 33.1 (91.6)                | 34.7 (94.5)                | 33.6 (92.5)                | 28.8 (83.8)                | 21.2 (70.2)                | 13.4 (56.1)                | 6.2 (43.2)                 | 20.7 (69.3)                |
| المتوسط اليومي °م (°ف) | 0.3 (32.5)                 | 2.9 (37.2)                 | 9.3 (48.7)                 | 16.0 (60.8)                | 20.9 (69.6)                | 25.7 (78.3)                | 27.4 (81.3)                | 25.8 (78.4)                | 20.7 (69.3)                | 13.8 (56.8)                | 7.4 (45.3)                 | 1.7 (35.1)                 | 14.3 (57.7)                |
| متوسط درجة الحرارة الصغرى °م (°ف) | −2.8 (27.0)                | −0.6 (30.9)                | 4.9 (40.8)                 | 10.5 (50.9)                | 14.6 (58.3)                | 18.5 (65.3)                | 20.3 (68.5)                | 18.7 (65.7)                | 13.7 (56.7)                | 8.0 (46.4)                 | 3.2 (37.8)                 | −1.2 (29.8)                | 9.0 (48.2)                 |
| أدنى درجة حرارة °م (°ف) | −25.8 (−14.4)              | −25.5 (−13.9)              | −17.9 (−0.2)               | −4.8 (23.4)                | 1.2 (34.2)                 | 7.4 (45.3)                 | 10.1 (50.2)                | 7.8 (46.0)                 | 0.5 (32.9)                 | −7.4 (18.7)                | −22.8 (−9.0)               | −27.0 (−16.6)              | −27.0 (−16.6)              |
| الهطول مم (إنش) | 18.3 (0.72)                | 20.7 (0.81)                | 25.4 (1.00)                | 22.8 (0.90)                | 21.7 (0.85)                | 11.1 (0.44)                | 5.3 (0.21)                 | 3.1 (0.12)                 | 6.0 (0.24)                 | 16.7 (0.66)                | 18.0 (0.71)                | 24.2 (0.95)                | 193.3 (7.61)               |
| متوسط أيام هطول الأمطار | 9                          | 10                         | 10                         | 11                         | 13                         | 10                         | 8                          | 5                          | 4                          | 6                          | 7                          | 9                          | 102                        |
| متوسط الأيام الممطرة | 4                          | 7                          | 10                         | 10                         | 13                         | 10                         | 8                          | 5                          | 4                          | 6                          | 7                          | 6                          | 90                         |
| متوسط الأيام المثلجة | 7                          | 5                          | 1                          | 0.1                        | 0                          | 0                          | 0                          | 0                          | 0                          | 0.3                        | 1                          | 5                          | 19                         |
| متوسط الرطوبة النسبية (%) | 81                         | 76                         | 67                         | 61                         | 56                         | 48                         | 48                         | 52                         | 56                         | 66                         | 74                         | 82                         | 64                         |
| ساعات سطوع الشمس الشهرية | 106                        | 109                        | 153                        | 205                        | 276                        | 337                        | 362                        | 345                        | 292                        | 218                        | 150                        | 95                         | 2٬648                      |
| المصدر #1: Centre of Hydrometeorological Service of Uzbekistan |                            |                            |                            |                            |                            |                            |                            |                            |                            |                            |                            |                            |                            |
| المصدر #2: Pogoda.ru.net (mean temperatures/humidity/rainy and snow days 1981–2010, record low and record high temperatures), الإدارة الوطنية للمحيطات والغلاف الجوي (sun only, 1961–1990) |                            |                            |                            |                            |                            |                            |                            |                            |                            |                            |                            |                            |                            |

## معرض صور

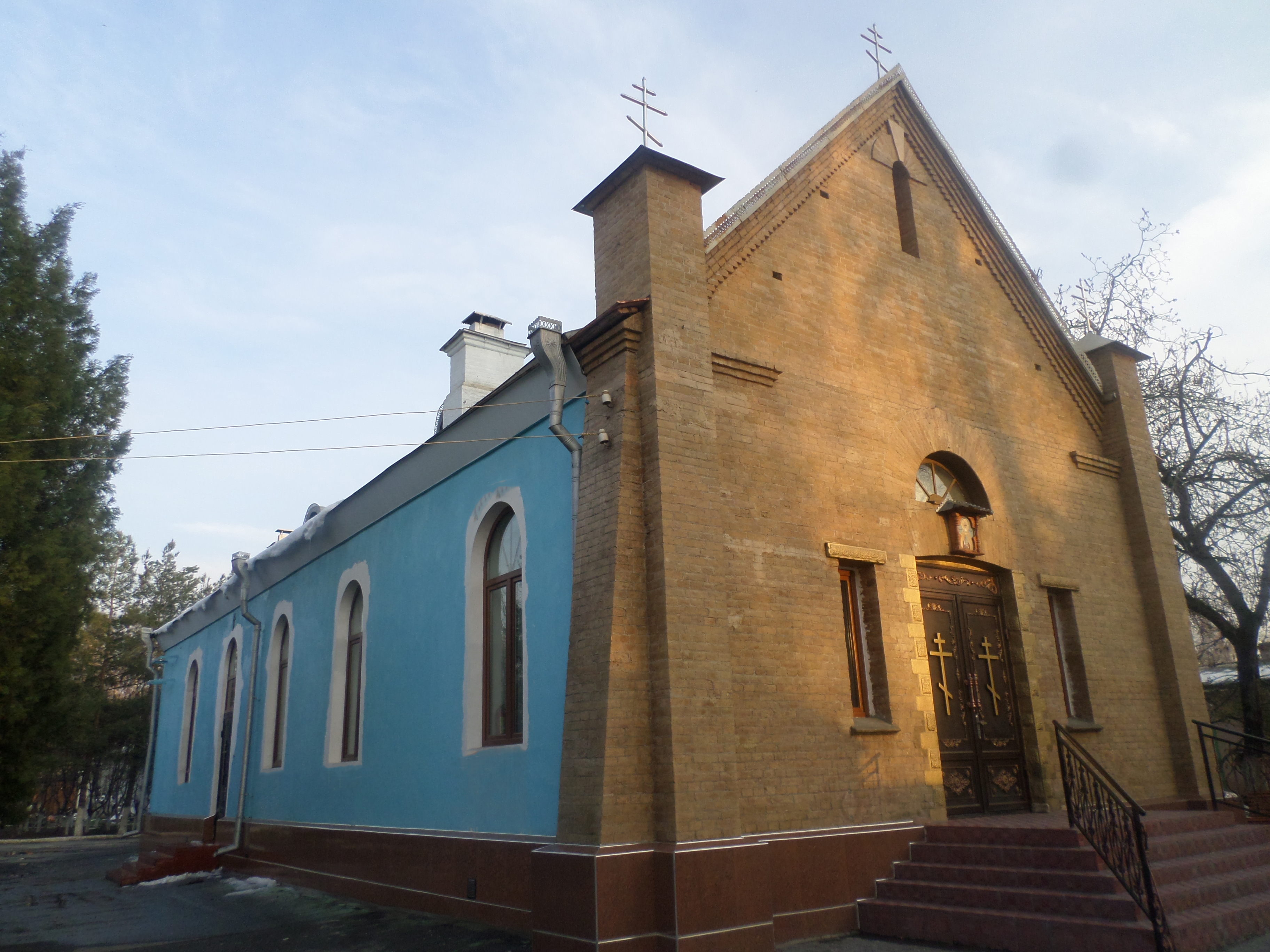
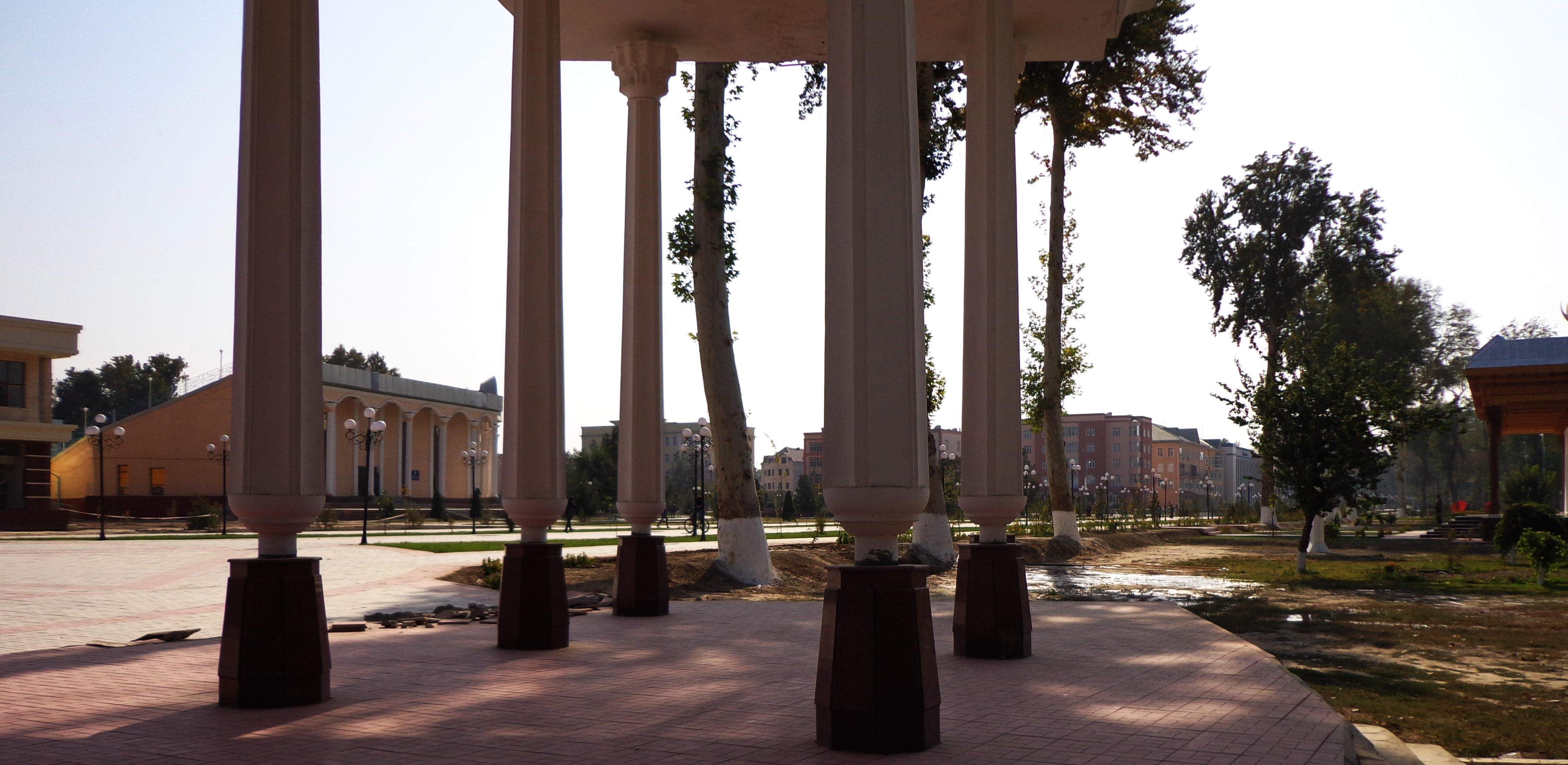
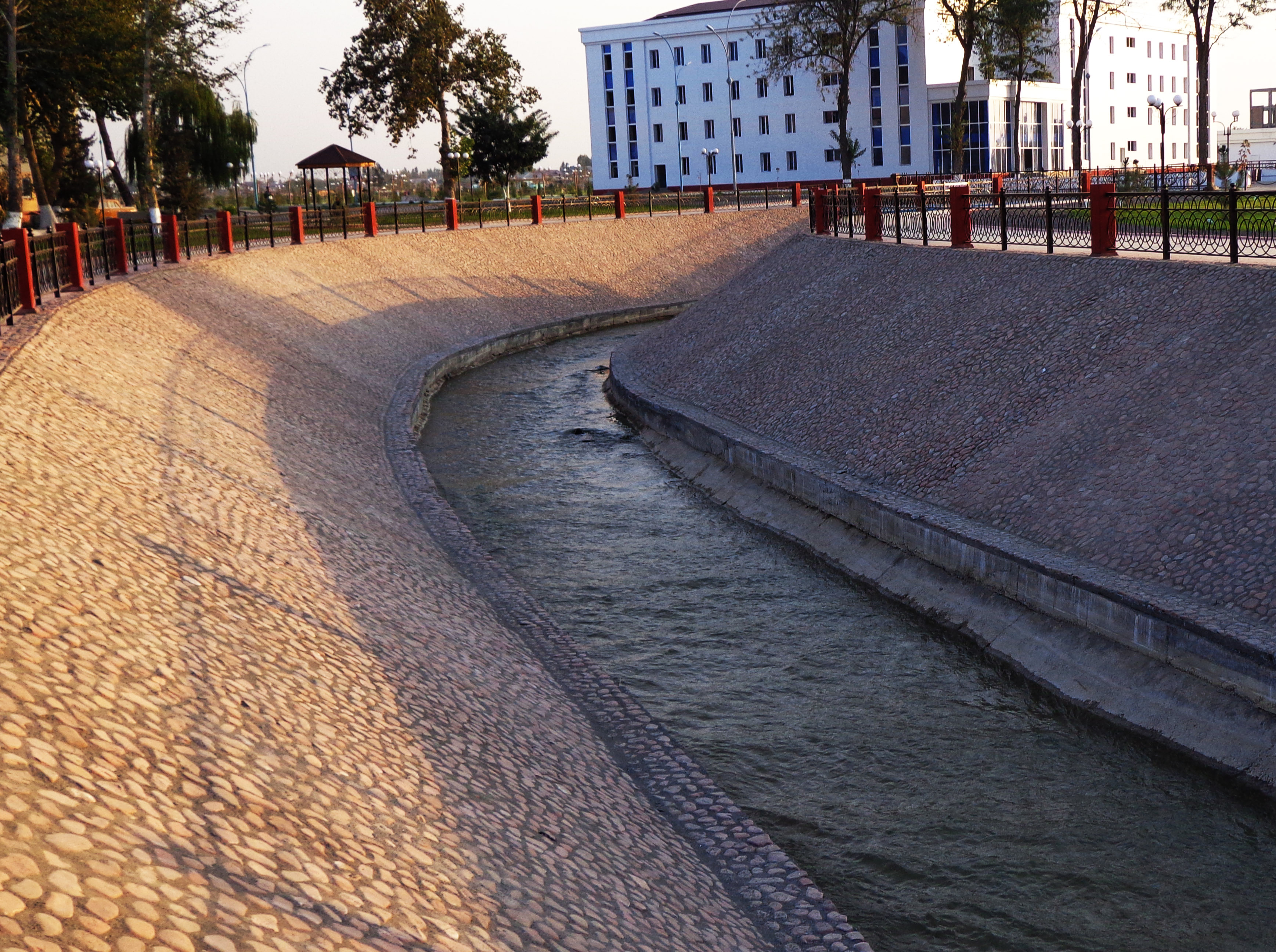
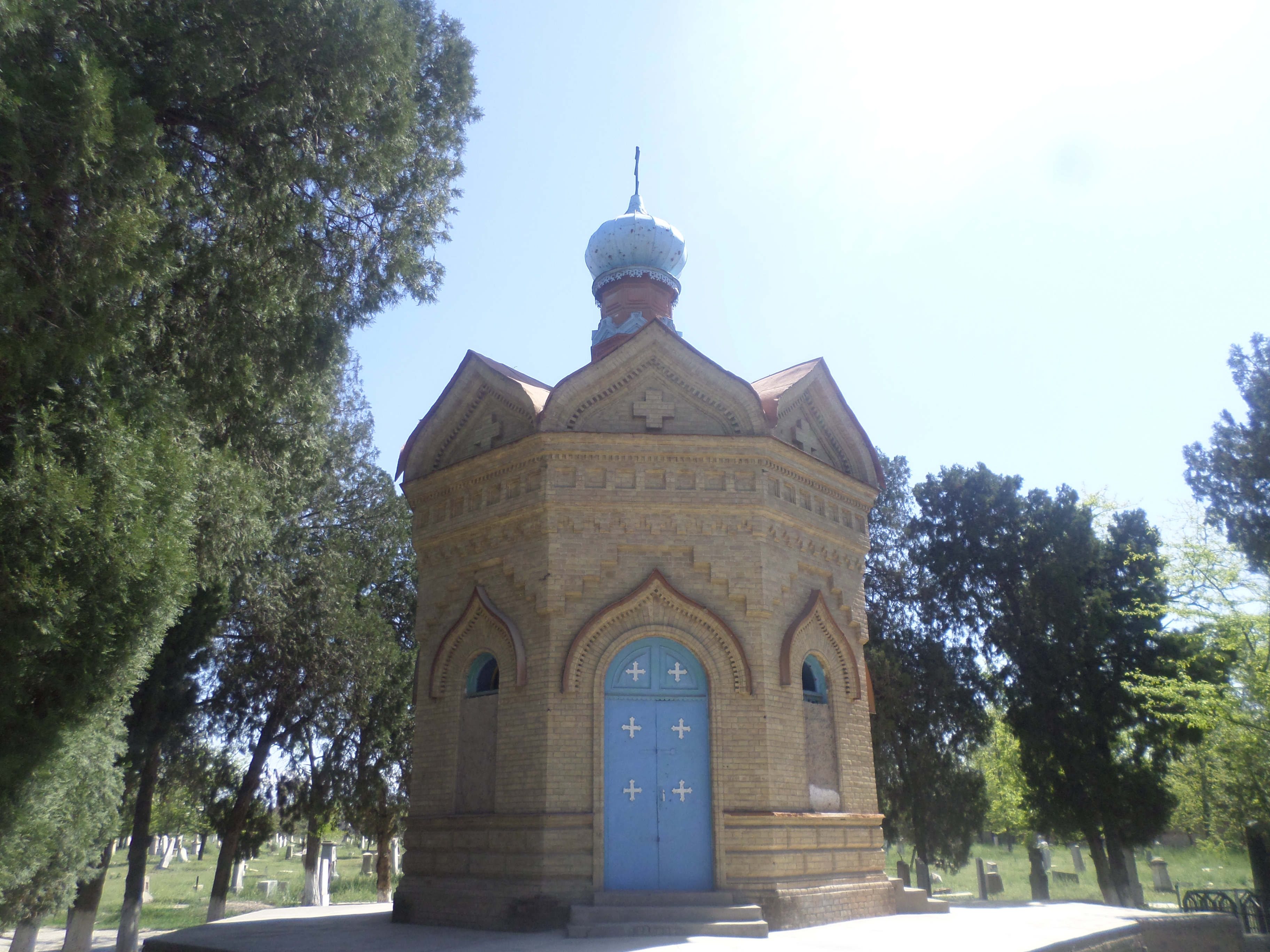

## أعلام
- قتيبة بن مسلم الباهلي
- أحمد بن كثير الفرغاني
- خلف الأحمر
- شمس الأئمة السرخسي
- شيرزود هوسانوف
- بيكتيمير ميليكوزييف
- سيرغي لاجوتين
- سردار ميرزاييف
- بهرام جوبين
- عمر شيخ ميرزا الثاني
- سيرجي ليبيديف